# Aptosid
Aptosid is een Linuxdistributie gebaseerd op de "unstable"-branch van Debian genaamd "Sid". Om die reden stond aptosid vroeger bekend onder de naam sidux. De distributie bestaat uit een live-cd voor de i686- en amd64-processorarchitecturen, die echter ook op de harde schijf kan worden geïnstalleerd.
Sidux is ontstaan als afsplitsing van de distributie Kanotix, die op haar beurt gebaseerd is op Knoppix. Een aantal Kanotix-ontwikkelaars, onder leiding van Stefan Lippers-Hollmann (slh), begonnen daarop een eigen project dat voor altijd gebaseerd zou zijn op Debain Unstable (Sid). Sidux werd in september 2010 hernoemd naar aptosid.

## Bijzonderheden

### Installatie
Aptosid wordt uitgegeven als een live-cd (of Live USB), zodat het systeem kan worden getest zonder het te hoeven installeren. Het systeem kan rechtstreeks vanuit een opgestarte Live CD worden geïnstalleerd met behulp van een grafische installer. Hierbij worden niet alleen interne harde schijven ondersteund, maar ook USB-sticks en externe harde schijven.

### Software
Voor het installeren en opwaarderen van software wordt gebruikgemaakt van het Debian-programma APT dat zijn software haalt uit Debian Unstable en een kleinere pakketbron van aptosid zelf. Vanwege de veranderlijke natuur van de "unstable" bestaat er altijd een kans dat updates het systeem onstabiel maken. Hierdoor wordt er bij nieuwe versies van aptosid ook geen upgrade-mogelijkheid gegeven, in plaats daarvan wordt aptosid na een installatie up-to-date gehouden door zogenaamde dist-upgrades uit te voeren, die alle programma's opwaarderen. Een nieuwe versie van aptosid is dan ook in feite gewoon een nieuwe Live CD met de laatste nieuwe pakketten, verbeteringen aan de werking van de Live CD en nieuwe thema's.
De onderstaande edities bevatten de talen Engels en Duits. Andere talen kunnen uiteraard later toegevoegd worden aan de installatie van de lite-versies. In de KDE-full-versie zijn 14 talen beschikbaar.

### Edities
Aptosid wordt bij elke uitgave in een aantal formaten aangeboden:
- Een "KDE-lite"-live-cd voor de 32 bit-architectuur i686 van circa 480 MB
- Een "KDE-lite"-live-cd voor de 64 bit-architectuur amd64 van circa 485 MB
- Een "KDE-full"-live-dvd voor amd64+i686 van ongeveer 2 GB die werkt op beide architecturen met meer software aan boord (inclusief 14 talen).
- Een "XFCE"-live-cd voor de 32 bit-architectuur i686 van circa 400 MB
- Een "XFCE"-live-cd voor de 32 bit-architectuur amd64 van circa 400 MB